# Jirdalan
Jirdalan (en azerí y oficialmente Xırdalan) es una localidad de Azerbaiyán, capital del raión de Absherón.
Se sitúa en la periferia noroccidental de Bakú, entre las carreteras M1 y M4. Se encuentra a una altitud de 50 m sobre el nivel del mar.
Obtuvo estatus de ciudad el 29 de noviembre de 2006 por acuerdo de la Asamblea Nacional de la República de Azerbaiyán.
La ciudad es famosa por albergar la sede de la cervecería Baltika Baku, anteriormente conocida como Xirdalan.

## Demografía
Según estimación 2010 contaba con 37 949 habitantes.